# Internationaal Meester dammen
De titel Internationaal Meester wordt in de damsport toegekend door de FMJD. De titel kan door een enkele prestatie bijvoorbeeld een klassering op plaats 4, 5 en 6 in een wereldkampioenschap of Europees kampioenschap met minstens 20 deelnemers worden verkregen. De wereld- of Europees kampioen junioren wordt tot internationaal meester benoemd als hij de FMJD meestertitel al had.
Het is ook mogelijk om de titel te verkrijgen door het behalen van enkele internationale meesternormen die samen minimaal 30 partijen omvatten, waarbij zowel de (in categorieën ingedeelde) toernooien als de (in een tabel te toetsen) prestaties van de speler aan een aantal voorwaarden moeten voldoen. Minstens een van de normen moet zijn verkregen in een internationaal toernooi met verzwaarde eisen. Extra voorwaarde is dat de speler een internationale rating heeft, of heeft gehad, van minimaal 2250. Mocht een speler voldoende internationale meesternormen hebben, maar nog niet hebben voldaan aan de ratingeis van 2250 dan wordt de titel toegekend op het moment dat alsnog aan de ratingeis wordt voldaan.